# 花冷え。
花冷え。（はなびえ）は、日本のガールズ・ラウドロックバンド。所属事務所はグッデイ。

## 概要
メンバーの誕生日が春（ユキナ）と冬（ヘッツ、マツリ、カエデ）であることから、桜が咲いたころに冷え込みが戻ることを意味する「花冷え。」をバンド名とした。英語名のバンドが多い中、日本語にすることで目立たせる狙いもあった。「。」はユキナ、ヘッツが中学時代に傾倒したココア男。に由来する。
彼女たちが各種グッズ等に記載するHARAJUKU CORE（はらじゅくこあ）という言葉は、海外ファンからのコメントをきっかけに使われるようになった。

## 経歴
2015年6月、高校の軽音部のユキナ、マツリ、ヘッツ、カエデで「花冷え。」を結成。
2016年10月、初のオリジナル楽曲「CRASH OVER」「Sweets Killer」を制作。12月、カエデ（Dr.）が受験に専念するためバンドを脱退。
2017年7月、サポートメンバーのボア（Dr.）が正式加入。8月、School's Out全国決勝大会にて準優勝。
2018年9月、ボア（Dr.）が脱退。サポートドラム体制に移行。10月、初のミニアルバム「開花宣言」をリリース。
2019年11月、「L.C.G」デジタルリリース。12月、J-WAVEの『SONAR MUSIC』内のコーナーにて、水曜日担当ディレクターが選ぶ「2019年ベスト学生アーティスト」に選出される。
2020年8月、「センチメンタル☆ヒロイン」のリリックビデオを公開。8月-9月、アルバム制作のためにクラウドファンディングを実施。9月、サエ（Dr.）が新メンバーとして加入。4人体制となる。
2021年1月14日、田浦楽（CRYSTAL LAKE）をプロデューサーに迎えた1st Full Album「乙女改革」を発売。4月、シングル「LOVE♡乱舞」をデジタルリリース。
2022年5月、「LOVE♡乱舞」がテレビ神奈川（tvk）制作の音楽情報バラエティ番組「関内デビル」2022年5月度エンディングテーマとなる。8月、ロックシーンで幅広く活躍するNaoki Itaiと、BABYMETALの楽曲を数多く手掛けるMEGがサウンドメイキングに携わったニューシングル「NEET GAME」をデジタルリリース10月、新日本プロレスの本間朋晃とコラボレーションした「我新日」を公開。12月、オランダ最大級のメタル・フェス "Dynamo Metalfest 2023"および、スロベニアのメタルフェス "METALDAYS" への出演を発表
2023年1月、BABYMETALの楽曲制作にも携わるクリエイター・ゆよゆっぺがサウンドメイキングを務め、声優の豊崎愛生がせりふで参加したニューシングル「お先に失礼します。」をデジタルリリース4月、サエ（Dr.）が脱退。サポートドラム体制に移行。5月、ファンクラブ「HANAbee.mania（よみ：はなびーまにあ）」を開設。同月27日、町田CLASSIXで開催した『花冷え。× CLASSIX pre.「春の大解放祭2023 SPECIAL」』にてチカ（Dr.）の正式加入を発表。6月、同年9月12日から20日の間、スター・ウォーズ・メタル・バンドであるGALACTIC EMPIRE のUSツアーにスペシャルゲストとして帯同することを発表。17日には、デジタルシングル「TOUSOU」をリリース。同シングルは前作「お先に失礼します。」と同じくPONKOがジャケットのイラストを手掛けた。同月18日、幕張メッセで開催されたサタニック・カーニバルにおいて、Sony Music Labels Epic Records Japanよりメジャーデビューすることを発表した。同月22日、FOX LAKE, DROPOUT KINGSとのUSツアー日程を発表。同年年7月26日、「来世は偉人！」をSony Music Labels Epic Records Japan からリリースし、メジャーデビューした。8月、バンド初となるEUツアーを後述のスケジュールにて実施。フェスではないライブハウスでの公演は全会場ソールドアウトとなった。なお、スロベニア ベレニエのMETALDAYS2023での花冷え。の公演は悪天候のため中止となった。10月6日、DMM TV オリジナルドラマ第1弾『ケンシロウによろしく』主題歌となったイマジン・ドラゴンズのカバー曲「Believer」を配信でリリース。11月24日、「花冷え。ONEMANSHOW 2023 〜おかえりジャパン〜」にて、2024年1~2月にわたるJAPANツアーの開催を発表。
2024年4月7日、NACK5にて冠ラジオ番組「花冷え。の今夜もお先に失礼します。」の放送開始。毎週日曜24:00-24:30に放送。
2025年3月14日、4月スタートのアニメ「あらいぐま カルカル団」の主題歌となる新曲「かるガルEveryday‼︎」を発表。

## メンバー

### 現メンバー
ユキナ（ボーカル）
1999年4月17日生まれ。身長149cm。シャウトボーカル・作詞を担当。過去には新宿歌舞伎町のコンセプトカフェ『Emily with Papermoon』でコンカフェ嬢としても勤務していた。
使用機材はゼンハイザー evolution900シリーズ e935。
ユキナ・マツリ・ヘッツは、中学時代から交流があり、ユキナとヘッツは同じ美術部に所属。ユキナとマツリはかつて同じクラスメイトだった。高校の軽音楽部に入部した際に、ユキナが声をかけて花冷え。を結成。ボーカル担当となったきっかけは、声をかけたメンバー全員がすでに希望するパートがあり、ボーカルのみ空席だったため。
2022年夏ごろまでライブ会場で販売していたアクリルキーホルダーは、ユキナが大学の卒業制作の一環でデザインしたもの。
影響を受けた音楽は、マキシマム ザ ホルモン、ヒステリックパニック、a crowd of rebellion、ELLEGARDENなど。
メンバーカラーはピンク。
マツリ（ギター/ボーカル）
1999年12月27日生まれ。身長156cm。ギター/クリーンボーカルおよび、作詞/作曲を担当。結成のきっかけとなった軽音部では部長を務めていた。イーエスピー社とエンドース契約を締結している。
MATSURI名義にて、ZILLION≠の「冗談じゃないわ」「123she」の楽曲制作に携わった。
使用ギターはE-Ⅱ EC-BB（黒）とEC-EMG（白）。EC-EMGのリアピックアップはEC-BBと同じく初期型のEMG-81を搭載している。アンプヘッドはPEAVEY 6505、キャビネットはMesa Boogieを使用。ライブ会場には自身の機材を持ち込んでいる。エフェクターはオーバードライブ（MAXON OD808）とノイズリダクション（ISP TECHNOLOGIES  DECIMATOR Ⅱ）を常時オンにしている。DEGITECH Dropも使用。エフェクターボードには、『星のカービィ』のマスコットと、高校時代に作ったバンドのリストバンドが置かれている。使用弦について、以前はダダリオの11-56だったが、2023年4月時点ではエリクサーを使用しているとインスタライブで発言している。
影響を受けたバンドや音楽として、Hi-STANDARD、マキシマム ザ ホルモン、カウンターパーツ, Currents, While She Sleeps,　SiM、Pay money To my Pain、coldrain、THE MAD CAPSULE MARKETS、VOCALOIDのほか、いわゆる電波ソングをはじめとしたネット特有のジャンルを挙げている。
メンバーカラーはライトブルー。
ヘッツ（ベース/コーラス）
1999年12月26日生まれ。身長160cm。ベース担当。一部楽曲でコーラスも担当。アイバニーズ社とエンドース契約を締結している。2021-2022年ごろの白色を基調とした衣装はヘッツがデザイン・作成したもの。
使用機材はIbanez SR1600B-CHF, SR500E-BAB、BTB 1825。
2021年10月から2022年2月まで、新宿『ROCKAHOLIC』でバーテンダーとして勤務していた。
音楽はアニソンやASIAN KUNG-FU GENERATIONなど「"ミュージックステーション"に出ているような、みんなが聴いている音楽を聴いていた」と語っている。
メンバーカラーはパープル。
チカ（ドラム）
2000年5月8日生まれ。2023年5月27日に町田CLASSIXで開催された『花冷え。× CLASSIX pre.「春の大解放祭2023 SPECIAL」』より正式加入。
中学1年からドラムを始めると同時にバンドを結成。名古屋スクールオブミュージック＆ダンス専門学校 プロミュージシャン科 ドラムテクニックコース卒業後、浜松でドラム講師を始める。

### 過去メンバー
カエデ（Dr.）
バンド結成時のドラム。2016年12月、受験に専念するため脱退。
ボア（Dr.）
2018年9月脱退。現在は「すごバン。」のドラム担当。
サエ（Dr.）
メンバーカラーはグリーン。
2023年4月、一身上の都合により脱退。

## ディスコグラフィー

### デジタルシングル
- L.C.G（2019年11月30日）
- LOVE 乱舞（2022年4月13日）
- NEET GAME（2022年8月7日）
- お先に失礼します。（2023年1月9日）- 声優の豊崎愛生がセリフで参加[40]。
- TOUSOU（2023年6月17日）
- 今年こそギャル〜初夏ver.〜（2023年7月14日）
- Believer（2023年10月6日）※イマジン・ドラゴンズのカバー。
- O・TA・KUラブリー伝説（2024年1月19日）
- GIRL'S TALK（2024年5月10日）

### アルバム
- 開花宣言（2018年10月17日、ミニアルバム）※田浦楽プロデュース
- 乙女改革（2021年1月14日）※田浦楽プロデュース
- 来世は偉人!（英語版）（2023年7月26日）[17]
- ぶっちぎり東京（英語版）（2024年12月4日）

### ライブ会場限定CD
- CRASH OVER（2017年）
- CRASH OVER -LIMITED EDITION-（2018年）

## タイアップ
| 起用年 | タイトル           | タイアップ先                                             |
| ------ | ------------------ | -------------------------------------------------------- |
| 2022年 | LOVE♡乱舞          | テレビ神奈川（tvk）『関内デビル』5月度エンディングテーマ |
| 2023年 | Believer           | DMM TV オリジナルドラマ『ケンシロウによろしく』主題歌    |
| 2025年 | おいしいサバイバー | アニメ『もめんたりー・リリィ』オープニングテーマ         |

## 出演

### ラジオ
- 花冷え。の今夜もお先に失礼します。(2024年4月7日 - 2025年3月30日、NACK5[42])

## ライブ

### 海外公演
| 区分      | イベント等                    | 場所                                                                           | 時期                          |               |
| --------- | ----------------------------- | ------------------------------------------------------------------------------ | ----------------------------- | ------------- |
| EＵツアー | METALDAYS 2023                | スロベニア べレニエ(VELENJE , SLOVENIA）                                       | 2023年8月4日                  |               |
| EＵツアー | ー                            | オーストリア ウィーン（VIENNA, AUSTRIA）                                       | 2023年8月5日                  |               |
| EＵツアー | ー                            | イタリア ミラノ（MILAN, AT）                                                   | 2023年8月6日                  |               |
| EＵツアー | Leyendas del Rock 2023        | スペイン バレンシア州アリカンテ県 ヴィリエーナ（VILLENA - ALICANTE , SPAIN）   | 2023年8月9日                  |               |
| EＵツアー | ー                            | ポーランド ワルシャワ（WARSAW, POLAND）                                        | 2023年8月11日                 |               |
| EＵツアー | ー                            | ドイツ ベルリン（BERLIN, GERMANY）                                             | 2023年8月12日                 |               |
| EＵツアー | ー                            | ドイツ フランクフルト（FRANKFURT, GERMANY）                                    | 2023年8月15日                 |               |
| EＵツアー | ー                            | ベルギー アントワープ（ANTWERP, BELGIUM)                                       | 2023年8月16日                 |               |
| EＵツアー | Motocultor Festival 2023      | フランス キャレ（CARHAIX - FRANCE）                                            | 2023年8月18日                 |               |
| EＵツアー | Dynamo Metalfest 2023         | オランダ アイントホーフェン（Eindhoven , NETHERLAND）                          | 2023年8月19日                 |               |
| EＵツアー | ー                            | イギリス ロンドン（LONDON, UK）                                                | 2023年8月20日                 |               |
| USツアー  | Blue Ridge Rock Festival 2023 | アメリカ合衆国 ヴァージニア州 オールトン（Alton,VA）                           | ー                            | 2023年9月9日  |
| USツアー  | ー                            | アメリカ合衆国 ノースカロライナ州 グリーンズボロ (Greensboro, NC)              | Supporting GALACTIC EMPIRE    | 2023年9月12日 |
| USツアー  | ー                            | アメリカ合衆国 サウスカロライナ州 スパータンバーグ(Spartanburg, SC）           | Supporting GALACTIC EMPIRE    | 2023年9月13日 |
| USツアー  | ー                            | アメリカ合衆国 ジョージア州 アトランタ (Atlanta, GA）                          | Supporting GALACTIC EMPIRE    | 2023年9月14日 |
| USツアー  | ー                            | アメリカ合衆国 フロリダ州 オーランド (Orlando, FL)                             | Supporting GALACTIC EMPIRE    | 2023年9月15日 |
| USツアー  | ー                            | アメリカ合衆国 テキサス州 ヒューストン（Huston, TX）                           | Supporting GALACTIC EMPIRE    | 2023年9月18日 |
| USツアー  | ー                            | アメリカ合衆国 テキサス州 オースティン（Austin, TX）                           | Supporting GALACTIC EMPIRE    | 2023年9月19日 |
| USツアー  | ー                            | アメリカ合衆国 テキサス州 ダラス（Dallas, TX）                                 | Supporting GALACTIC EMPIRE    | 2023年9月20日 |
| USツアー  | LOUDER THAN LIFE 2023         | アメリカ合衆国 ケンタッキー州 ルイビル（Louisville KY）                        | ー                            | 2023年9月22日 |
| USツアー  | ー                            | アメリカ合衆国 ペンシルベニア州 ニュー・ケンジントン（New Kensington, PA)      | with FOX LAKE                 | 2023年9月23日 |
| USツアー  | ー                            | アメリカ合衆国 ニューヨーク州 ニューヨーク（New York, NY）                     | with FOX LAKE                 | 2023年9月24日 |
| USツアー  | ー                            | アメリカ合衆国 インディアナ州 フォートウェイン（Fort Wayne, IN)                | with FOX LAKE , DROPOUT KINGS | 2023年9月26日 |
| USツアー  | ー                            | アメリカ合衆国 イリノイ州 ジョリエット（Joliet, IL)                            | with FOX LAKE , DROPOUT KINGS | 2023年9月27日 |
| USツアー  | ー                            | アメリカ合衆国 ウィスコンシン州 マディソン（Madison, WI）                      | with FOX LAKE , DROPOUT KINGS | 2023年9月28日 |
| USツアー  | ー                            | アメリカ合衆国 アイオワ州 デモイン（Des Moines, IA）                           | with FOX LAKE , DROPOUT KINGS | 2023年9月29日 |
| USツアー  | ー                            | アメリカ合衆国 コロラド州 デンバー（Denver, CO）                               | with FOX LAKE , DROPOUT KINGS | 2023年9月30日 |
| USツアー  | ー                            | アメリカ合衆国 コロラド州 コロラドスプリングス（Colorado Springs, CO）         | with FOX LAKE , DROPOUT KINGS | 2023年10月1日 |
| USツアー  | ー                            | アメリカ合衆国 アリゾナ州 フェニックス（Phoenix, AZ）                          | with FOX LAKE , DROPOUT KINGS | 2023年10月3日 |
| USツアー  | ー                            | アメリカ合衆国 カリフォルニア州 サンディエゴ（San Diego, CA）                  | with FOX LAKE , DROPOUT KINGS | 2023年10月4日 |
| USツアー  | ー                            | アメリカ合衆国 カリフォルニア州 ロサンゼルス（Los Angeles, CA）                | with FOX LAKE , DROPOUT KINGS | 2023年10月5日 |
| USツアー  | AFTERSHOCK FESTIVAL 2023      | アメリカ合衆国 カリフォルニア州 サクラメント（Discovery Park, Sacramento, CA） | ー                            | 2023年10月6日 |